# Дуарте, Дерой
Дерой Д’Энкарнасан Дуарте (порт. Deroy D'Encarnação Duarte; 4 июля 1999, Роттердам, Нидерланды) — кабо-вердианский и нидерландский футболист, полузащитник болгарского клуба «Лудогорец» и сборной Кабо-Верде.

## Биография

### Клубная карьера
Дуарте является воспитанником клуба «Спарта» (Роттердам). Выступал за вторую команду, где провёл 30 встреч и забил 12 мячей. 12 августа 2017 года дебютировал в составе «Спарты» в Эредивизи поединком против ВВВ-Венло, выйдя на замену на 81-й минуте вместо Стейна Спирингса.
12 августа 2021 года подписал трёхлетний контракт с клубом «Фортуна» из Ситтарда.
Летом 2024 года перешёл в болгарский «Лудогорец».

### Международная карьера
Выступал за юношеские и молодёжные сборные Нидерландов.
За сборную Кабо-Верде дебютировал в марте 2022 года.
Был включён в состав сборной на Кубок африканских наций 2023.

### Личная жизнь
Дерой Дуарте — младший брат Лароса Дуарте.

## Достижения
«Лудогорец»
- Чемпион Болгарии: 2024/25[англ.]
- Обладатель Кубка Болгарии: 2024/25[англ.]
- Обладатель Суперкубка Болгарии: 2024[англ.]